# Ръсел Бентли
Ръсел Бонър Бентли (на английски: Rassel Bentli; 20 юни 1960 г. в Остин, Тексас – 20 април 2024 г. в Донецка област) е американски боец, живял в Тексас, преди да се премести в Донецка област през 2014 г. Той се е сражавал шест месеца в батальона „Восток“ и след това се е появявал често в проруски медии.
Бентли се идентифицира като социалист, докато учи в Тексас. Той се присъединява към армията на 20-годишна възраст и е разположен в Германия през 80-те години на XX век. Бентли се завръща в Съединените щати години по-късно, за да работи като барман на остров Саут Падре. През 1990 г. се мести в Минеаполис и започва работа като дървосекач. Той също така става активист за легализирането на марихуаната. Бентли се кандидатира за партията Grassroots на няколко избори. Започва да се идентифицира като комунист. Той също така е трафикирал марихуана и е осъден на пет години затвор през 1996 г. След освобождаването си се мести в Остин, където работи като озеленител в началото на 10-те години на XXI век.
Бентли прекарва много време в проруски уебсайтове и се убеждава, че окупацията на Крим и войната в Източна Украйна са борба срещу пронацистки елементи. Отива на мястото на инцидента и се сражава шест месеца в батальона „Восток“. След това работи като военен кореспондент за медии, благосклонни към Владимир Путин и ултранационалистически настроени. Бентли се жени за рускиня и през 2021 г. получава руско гражданство. Той също така приема православната вяра. Много е активен в социалните медии, където използва прякорите „Тексас“ и „Донбаски каубой“. Той също така редовно се появява в „Спутник нюз“. След избухването на пълномащабна война в Украйна през 2022 г. Бентли твърди, че макар Русия да може да спре в Киев, тя може да напредне с военни усилия чак до Ла Манша и евентуално дори да „освободи“ Съединените щати. Според него НАТО, и особено Съединените щати, са принудили Русия да защитава рускоезичното население в Украйна. Бентли вижда Съединените щати като управлявани от фашисти, олигархични корпорации и врагове на човечеството.
Бентли почива при неясни обстоятелства близо до Донецк. Той изчезва на 8 април 2024 г., след като се твърди, че е бил отвлечен, докато е снимал военна сцена. Според Стивън Хол, специалист по вътрешната и външната политика на Русия, Украйна, Беларус в Университета в Бат, информация, достъпна онлайн, предполага, че Бентли най-вероятно е бил убит от руски войници, които са го сбъркали с шпионин. Според Джеф Хоун, специалист по Руския отдел в Лондонското училище по икономика, Бентли е бил много ценен инструмент за руската пропаганда за вътрешна употреба в Русия. Руските ултранационалисти реагират остро на смъртта на Бентли, което е потвърдено в руските медии на 19 април 2024 г. Военни блогъри обвиняват руското военно ръководство, че не е защитило Бентли.